# Leichtathletik-Länderkampf der Frauen 1953 Schweiz – BR Deutschland
| 9. Leichtathletik-Länderkampf mit bundesdeutscher Beteiligung 1953 | 9. Leichtathletik-Länderkampf mit bundesdeutscher Beteiligung 1953 |               |
| ------------------------------------------------------------------ | ------------------------------------------------------------------ | ------------- |
|                                                                    |                                                                    |               |
| Ländervergleich der Frauen: Schweiz – BR Deutschland               |                                                                    |               |
| Austragungsort                                                     | Zürich                                                             |               |
| Wettbewerbe                                                        | 10                                                                 |               |
| Datum                                                              | 15./16. August 1953                                                |               |
| 1. FRG 2. SUI                                                      | 79 Punkte 31 Punkte                                                |               |
| Chronik                                                            |                                                                    |               |
| ← SUI-FRG (M)                                                      | FRG-ENG (M) →                                                      | FRG-ENG (M) → |

Der neunte Vergleich des Länderkampfjahres 1953 führte auch die Frauen am 15./16. August nach Zürich. Wie im Vorjahr trugen sie parallel mit den Männern am selben Ort einen eigenen Länderkampf mit den Leichtathletinnen aus der Schweiz aus. Es war die dritte Begegnung der Frauen mit diesem Gegner.

## Wettbewerbe und Modus
Ausgetragen wurden alle neun der damals olympischen Frauendisziplinen. Darüber hinaus stand als zehnter Wettbewerb noch ein Rennen über 60 Meter auf dem Programm. Gewertet wurde in den Einzelwettbewerben wie bei den Männern, das heißt nach dem üblichen Standard. In der Staffel wurden fünf zu zwei Punkte vergeben.

## Ergebnis
Die bundesdeutschen Sportlerinnen gewannen den Vergleich mit der höchst möglichen Dominanz. Sie entschieden die Staffel für sich und erzielten in allen weiteren Disziplinen Doppelerfolge. Damit siegten die Leichtathletinnen der Bundesrepublik Deutschland mit der Maximalpunktzahl von 79 Punkten gegenüber 31 Punkten ihrer Gegnerinnen aus der Schweiz.

## Resultate

### 60 m
| Platz | Athletin     | Land | Zeit (s) |
| ----- | ------------ | ---- | -------- |
| 1     | Angela Wild  | FRG  | 7,9      |
| 2     | Renate Ibert | FRG  | 8,0      |
| 3     | Sonja Prétôt | SUI  | 8,0      |
| 4     | Edith Jakob  | SUI  | 8,0      |

Datum: 15. August

### 100 m
| Platz | Athletin     | Land | Zeit (s) |
| ----- | ------------ | ---- | -------- |
| 1     | Angela Wild  | FRG  | 12,3     |
| 2     | Renate Ibert | FRG  | 12,6     |
| 3     | Sonja Prétôt | SUI  | 12,7     |
| 4     | Edith Jakob  | SUI  | 12,8     |

Datum: 15. August

### 200 m
| Platz | Athletin           | Land | Zeit (s) |
| ----- | ------------------ | ---- | -------- |
| 1     | Irmgard Egert      | FRG  | 25,8     |
| 2     | Renate Schwarzkopf | FRG  | 26,0     |
| 3     | Alice Bernard      | SUI  | 26,8     |
| 4     | Weingartner        | SUI  | 27,1     |

Datum: 16. August

### 80 m Hürden
| Platz | Athletin        | Land | Zeit (s) |
| ----- | --------------- | ---- | -------- |
| 1     | Isolde Beichler | FRG  | 12,3     |
| 2     | Lore Fauth      | FRG  | 12,5     |
| 3     | Trudy Hänseler  | SUI  | 12,8     |
| 4     | Gröflin         | SUI  | 13,3     |

Datum: 16. August

### 4 × 100 m Staffel
| Platz | Besetzung      | Land                                                   | Zeit (s) |
| ----- | -------------- | ------------------------------------------------------ | -------- |
| 1     | BR Deutschland | Isolde Beichler Irmgard Egert Angela Wild Renate Ibert | 48,8     |
| 2     | Schweiz        | Edith Jakob Trudy Hänseler Weingartner Sonja Prétôt    | 50,7     |

Datum: 16. August

### Hochsprung
| Platz | Athletin    | Land | Höhe (m) |
| ----- | ----------- | ---- | -------- |
| 1     | Toni Butz   | FRG  | 1,50     |
| 2     | Liesel Hell | FRG  | 1,43     |
| 3     | Gilemon     | SUI  | 1,35     |
| 4     | Vogt        | SUI  | 1,35     |

Datum: 16. August

### Weitsprung
| Platz | Athletin              | Land | Weite (m) |
| ----- | --------------------- | ---- | --------- |
| 1     | Anneliese Seonbuchner | FRG  | 5,62      |
| 2     | Lore Fauth            | FRG  | 5,36      |
| 3     | Seitzer               | SUI  | 4,87      |
| 4     | Trudy Hänseler        | SUI  | 4,80      |

Datum: 15. August

### Kugelstoßen
| Platz | Athletin          | Land | Weite (m) |
| ----- | ----------------- | ---- | --------- |
| 1     | Jolanda Mayr      | FRG  | 12,93     |
| 2     | Marianne Heinrich | FRG  | 11,81     |
| 3     | Rosmarie Bosshard | SUI  | 11,55     |
| 4     | Weber             | SUI  | 10,05     |

Datum: 15. August

### Diskuswurf
| Platz | Athletin          | Land | Weite (m) |
| ----- | ----------------- | ---- | --------- |
| 1     | Jolanda Mayr      | FRG  | 40,63     |
| 2     | Marianne Heinrich | FRG  | 40,43     |
| 3     | Grädel            | SUI  | 34,80     |
| 4     | Margrit Navoni    | SUI  | 32,00     |

Datum: 16. August

### Speerwurf
| Platz | Athletin         | Land | Weite (m) |
| ----- | ---------------- | ---- | --------- |
| 1     | Marlis Müller    | FRG  | 45,56     |
| 2     | Gisela Maier     | FRG  | 42,76     |
| 3     | Annemarie Berner | SUI  | 37,12     |
| 4     | Lux Stiefel      | SUI  | 36,95     |

Datum: 16. August